# Deeply Rooted
Deeply Rooted è il dodicesimo album in studio del rapper statunitense Scarface, pubblicato nel 2015.

## Tracce
1. Intro – 0:59
2. Rooted (featuring Papa Reu) – 3:37
3. The Hot Seat (featuring Jack Freeman) – 4:13
4. Dope Man Pushin' (featuring Papa Reu) – 3:17
5. Fuck You Too (featuring Z-Ro) – 3:52
6. Steer (featuring Rush Davis) – 4:28
7. Anything (featuring Rich Andruws) – 4:21
8. Do What I Do (featuring Nas, Rick Ross & Z-Ro) – 4:25
9. God (featuring John Legend) – 4:52
10. Keep It Movin' (featuring Avant) – 4:49
11. You (featuring CeeLo Green) – 3:04
12. All Bad – 4:38
13. Voices – 4:15
14. No Problem – 2:55
15. Outro – 0:58